# Gyep (folyó)
A Gyep (oroszul: Деп) folyó Oroszország ázsiai részén, a Zeja középső szakaszának bal oldali mellékfolyója.

## Földrajz
Hossza: 348 km, vízgyűjtő területe: 10 400 km², évi közepes vízhozama (126 km-re a torkolattól): 72 m³/s.
A Szoktahan- és a Dzsagdi-hegység közötti „folyosón” elterülő kis Ogoron-tóból ered. Kezdetben délre, majd nyugatra tart, a Tinda torkolatától újra délre fordul, így éri el a Zeját, 485 km-re annak torkolatától.
Október végén befagy, tél végére már kb. másfél méteres jég borítja. Tavasszal áradása április végén kezdődik és egy hónapig is eltart, a nyár folyamán többször megismétlődik.
Mellékfolyói: bal oldalon a Nyinnyi (120 km), jobb oldalon a Tinda (105 km)